# زندان کجانگ
زندان کجانگ (مالایی: Penjara Kajang) (در سابق به نام زندان مرکزی سلانگور شناخته می‌شد) یک زندان است که در سونگای جلوک، سلانگور، مالزی قرار دارد.
در اوایل سال ۲۰۲۲ طی دوران دنیاگیری کووید-۱۹ در مالزی، ۱۸ نفر از زندانی‌ها مظنون به عوارض جانبی دریافت واکسن کووید-۱۹ بودند که دو نفر از آنها فوت کردند.